# 帝国内居住ノ清国臣民ニ関スル件
帝国内居住ノ清国臣民ニ関スル件（ていこくないきょじゅうのしんこくしんみんにかんするけん、明治27年勅令第137号）は、大日本帝国内に居住する清国臣民の法的地位について規定した勅令。条約若ハ慣行ニ依リ居住ノ自由ヲ有セサル外国人ノ居住及営業等ニ関スル件（明治32年勅令第352号）附則4条の規定によって、明治32年（1899年）8月4日から廃止された。

## 概要
本勅令は、日清戦争の開戦直後に制定されたものであり、敵国人となった清国臣民であって大日本帝国内に居住するものについては、厳重に取り締まることとし、大日本帝国の利益を害したり、秩序を乱したりすることないようにとの配慮によって応急的に制定されたものであると考えられている。
本勅令においては、現に大日本帝国内に居住する清国臣民は、本勅令公布の日から20日以内に、居住地の府県知事に対して、住所、職業及び氏名の登録を請求しなければならないこととされている（2条）。このような登録請求をしない者については、大日本帝国の版図外に退去させることができる権限が府県知事に付与されている（5条）。
また、上記の登録請求をした者であっても、大日本帝国の利益を害する行為をした者、犯罪行為をした者又は秩序を紊乱する者若しくはこれらの嫌疑のある者については、各法令に基づいて処分されるほか、大日本帝国の版図外に退去させることができる権限が府県知事に付与されている（6条）。
本勅令の公布前に大日本帝国内に居住を許されている清国臣民については、居住を許された場所において身体及び財産の保護を受け、引き続き居住し、かつ、その地において平和かつ適法な職業に従事することができるとされているが（1条）、本勅令の公布後に清国臣民が大日本帝国の版図内に入ろうとするときには、府県知事を経て内務大臣の特許を得なければならないこととされている（9条）。
なお、本勅令の当時、清国臣民が大日本帝国内にどのくらい居住していたのかについては資料がなく不明であるが、明治23年（1890年）の統計によれば、在留外国人総数が1万人弱であるところ、中国人が約5000人を占めており、外国人管理行政にとって、中国人が大きいウエイトを占めていたと指摘されている。